# Timmerflottaren

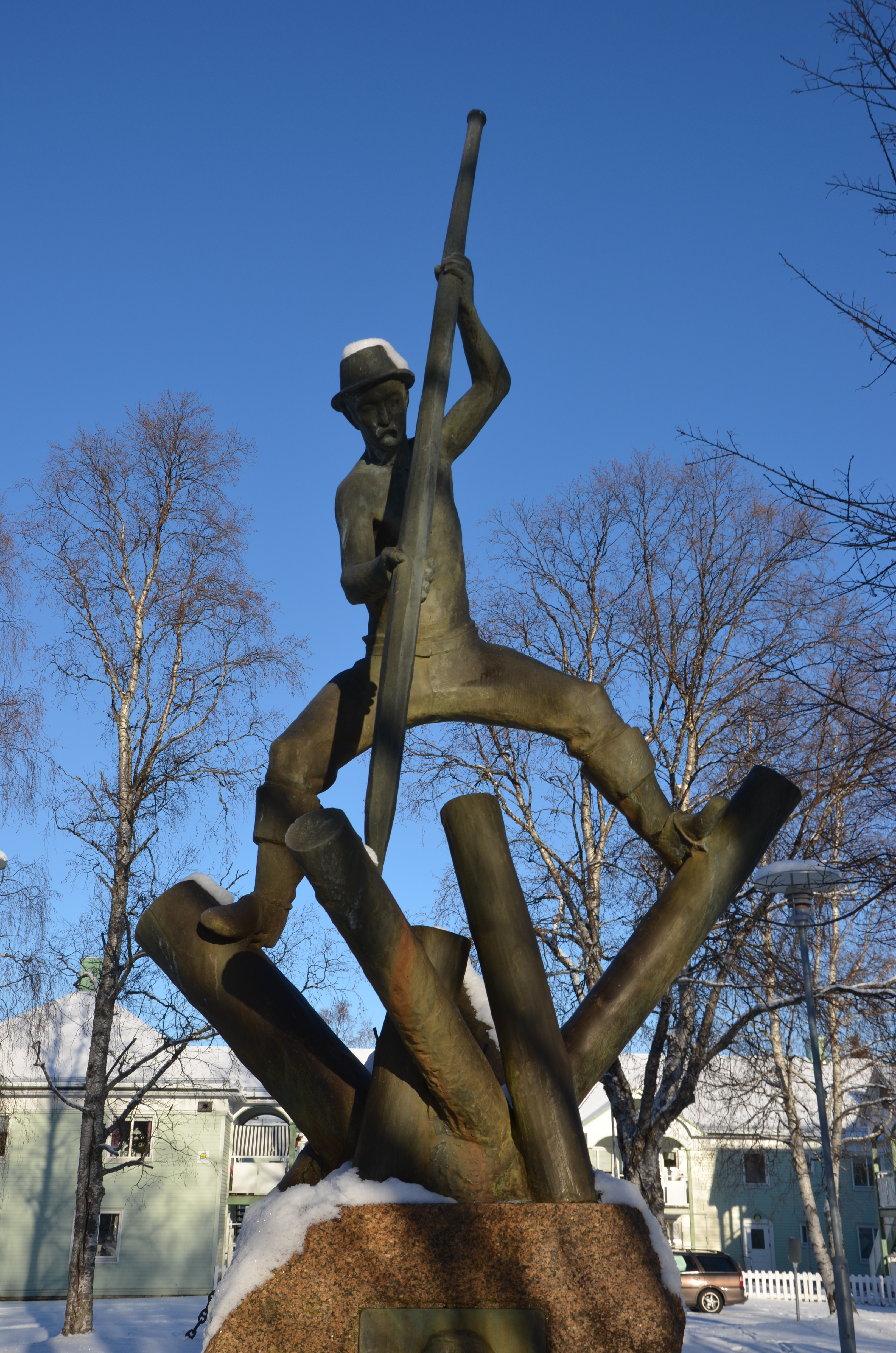
Timmerflottaren i parken i Jokkmokk.

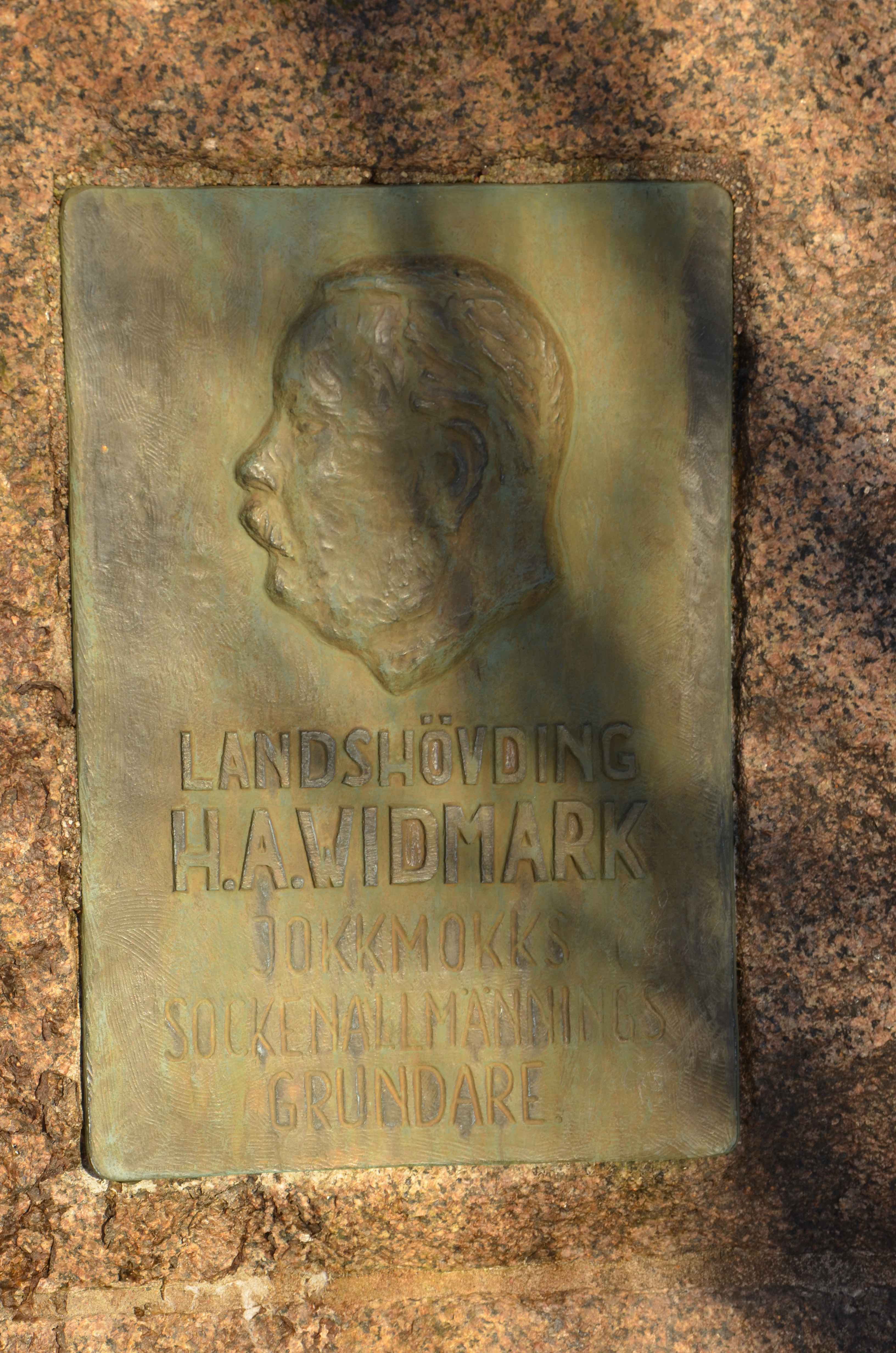
Porträttmedaljong av Henrik Adolf Widmark.

Timmerflottaren är en bronsskulptur av Runo Lette i Jokkmokk.
Timmerflottaren invigdes midsommaren 1954. Stenhuggaren J H Cederlund från Harads utförde skulpturens sockel i röd granit och bassängkanten i grå granit. Felix Åkerlund, en flottare från Jokkmokk, stod modell för timmerflottaren.
På skulpturens granitfot finns en bronsrelief föreställande Henrik Adolf Widmark, som var landshövding i Norrbottens län 1873-1885 och skapare av Jokkmokks sockenallmänning. Skulpturen restes till minne av honom. Han genomdrev under stort motstånd som ordförande på ett jordägarsammanträde i Jokkmokk 1886 ett förslag om att bilda sockenallmänningen. Denna stadfästes genom ett kungligt brev 1889.